# Prix Bobbie-Rosenfeld
Le prix Bobbie-Rosenfeld récompense chaque année, depuis 1932, l'athlète canadien féminin, déterminé par le vote de la Presse canadienne. L'athlète masculin reçoit le prix trophée Lionel-Conacher et, depuis 1936, les lauréats de ces deux prix sont habituellement en compétition pour le trophée Étoile du Nord (anciennement le trophée Lou-Marsh).

## Liste des récipiendaires
Le chiffre entre parenthèses indique le nombre de fois qu'une récipiendaire multiple a reçu le prix. Les noms en caractères gras sont les athlètes ayant aussi remportées le trophée Étoile du Nord la même année.
- 1932 - Hilda Strike - Athlétisme
- 1933 - Ada Mackenzie - Golf
- 1934 - Phyllis Dewar - Natation
- 1935 - Aileen Meagher - Athlétisme
- 1936 - Betty Taylor - Athlétisme
- 1937 - Robina Higgins - Athlétisme
- 1938 - Noel MacDonald - Basketball

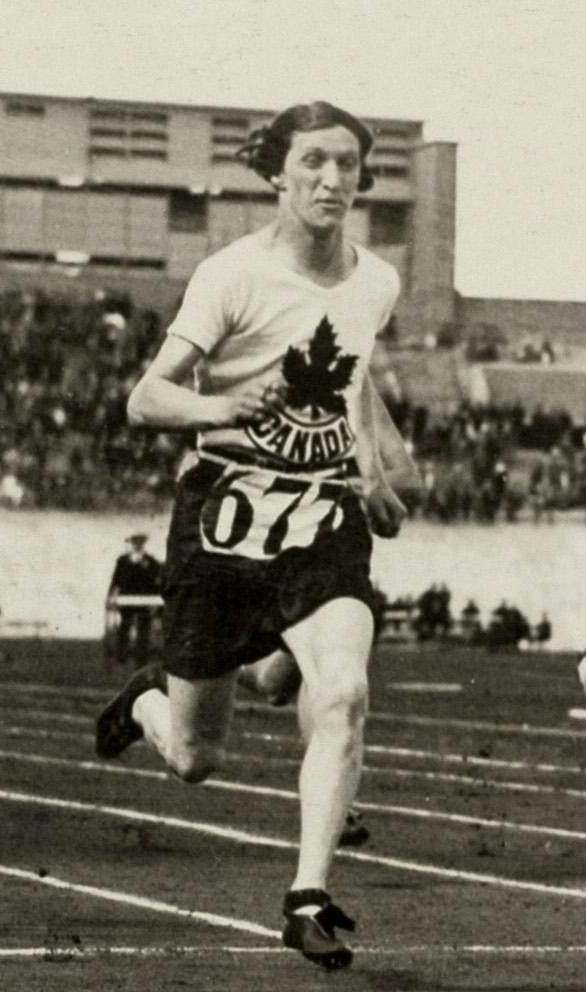
Fanny « Bobbie » Rosenfeld aux Jeux olympiques d'été de 1928 à Amsterdam.

- 1939 - Mary Rose Thacker - Patinage artistique (1)
- 1940 - Dorothy Walton - Badminton
- 1941 - Mary Rose Thacker - Patinage artistique (2)
- 1942 à 1945 - Le prix n’est pas attribué (Deuxième Guerre mondiale)
- 1946 - Barbara Ann Scott - Patinage artistique (1)

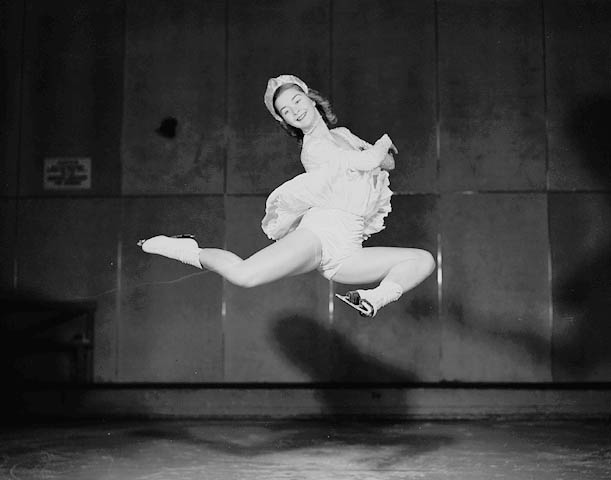
Barbara-Ann Scott en 1947.

- 1947 - Barbara Ann Scott - Patinage artistique (2)
- 1948 - Barbara Ann Scott - Patinage artistique (3)
- 1949 - Irene Strong - Natation
- 1950 - Bobbie Rosenfeld - Athlète de la première moitié du siècle (Athlétisme)
- 1951 - Le prix n’est pas attribué
- 1952 - Marlene Streit - Golf (1)
- 1953 - Marlene Streit - Golf (2)
- 1954 - Marilyn Bell - Natation (1)
- 1955 - Marilyn Bell - Natation (2)
- 1956 - Marlene Streit - Golf (3)
- 1957 - Marlene Streit - Golf (4)
- 1958 - Lucille Wheeler - Ski alpin

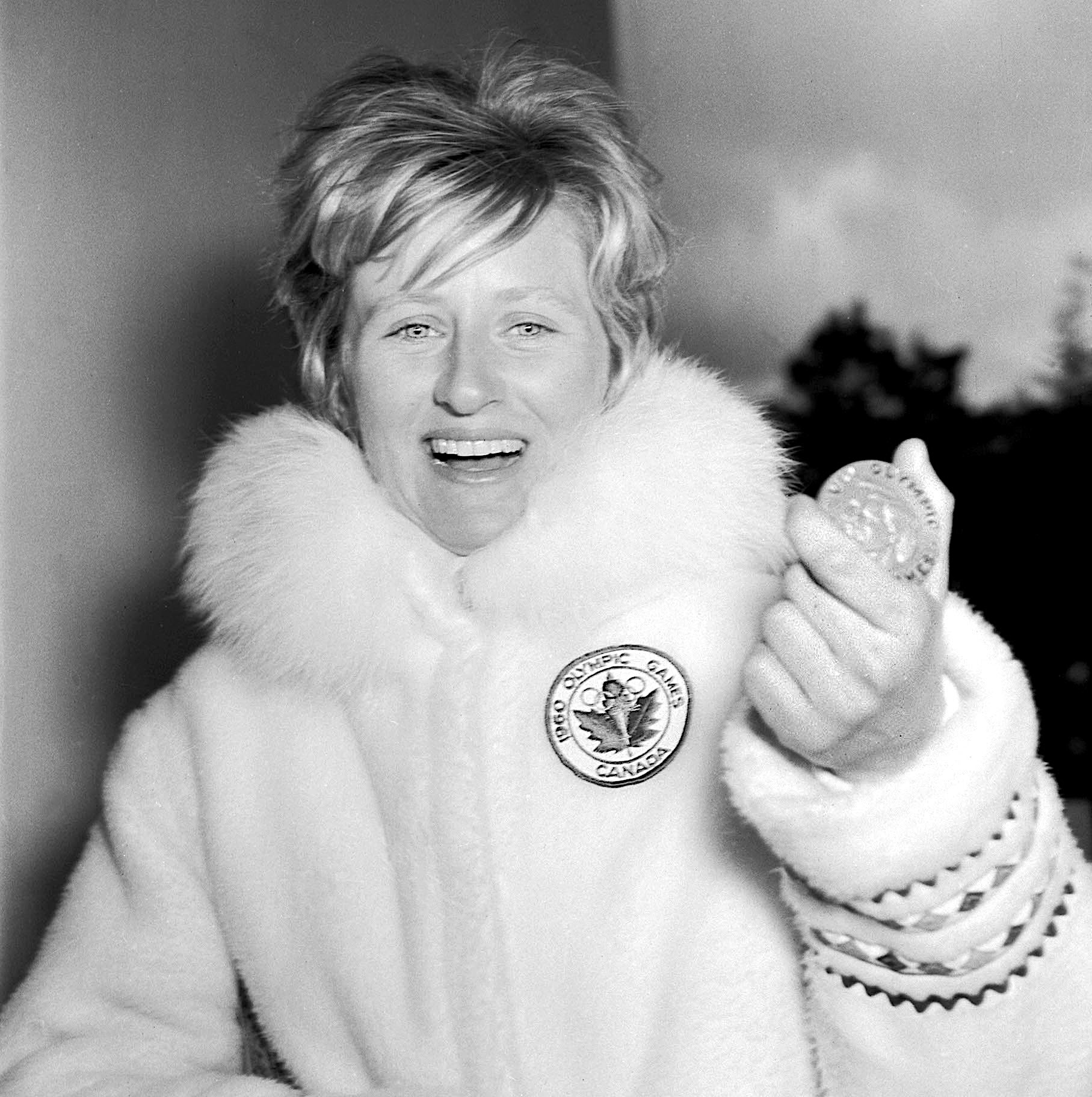
Ann Heggtveit en 1960

- 1959 - Anne Heggtveit - Ski alpin (1)
- 1960 - Anne Heggtveit - Ski alpin (2)
- 1961 - Mary Stewart - Natation (1)
- 1962 - Mary Stewart - Natation (2)
- 1963 - Marlene Streit - Golf (5)
- 1964 - Petra Burka - Patinage artistique (1)
- 1965 - Petra Burka - Patinage artistique (2)
- 1966 - Elaine Tanner - Natation

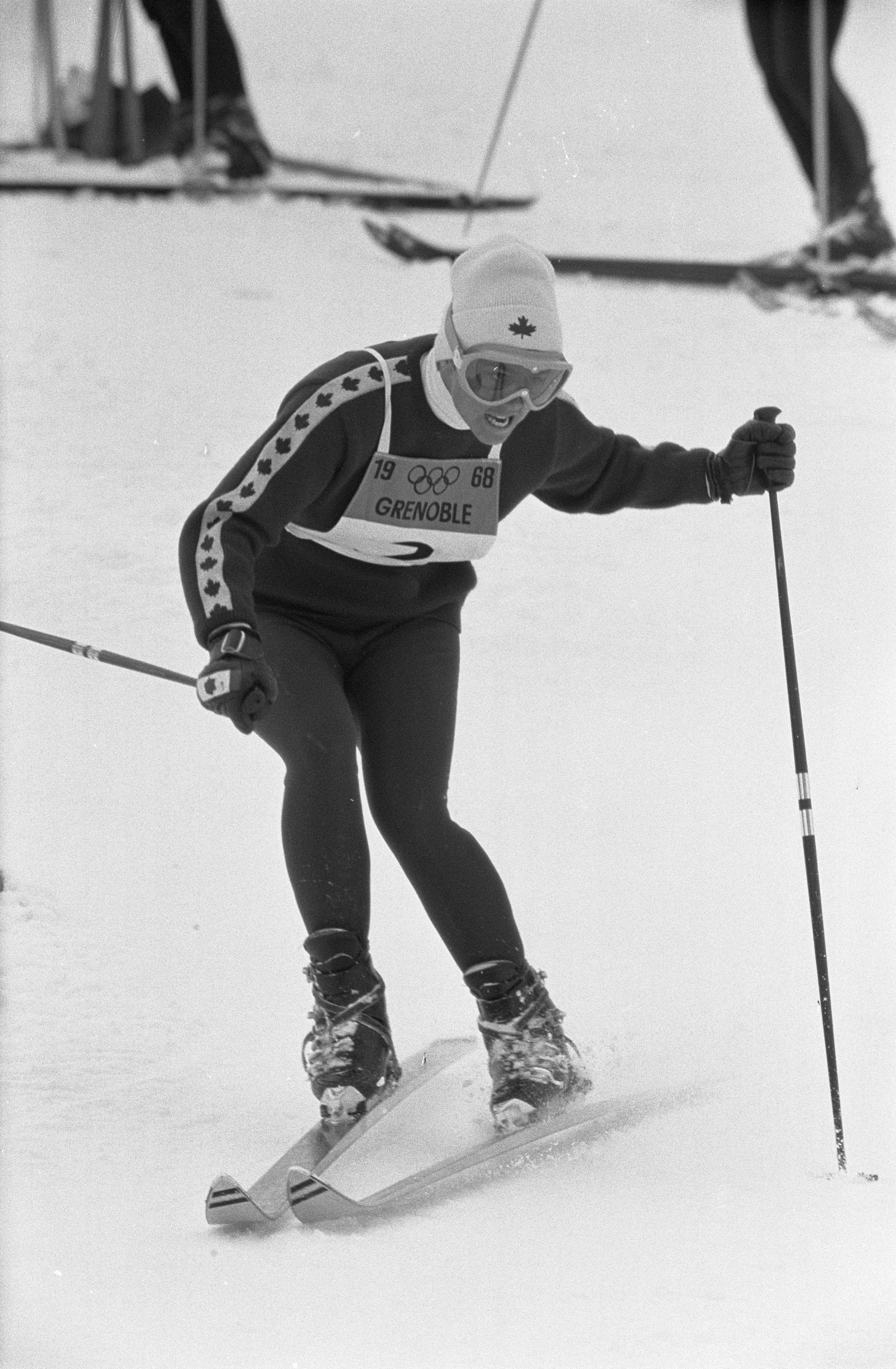
Nancy Green se mérite deux médailles d'or et une d'argent en ski alpin aux Jeux olympiques d'hiver de 1968 à Grenoble.

- 1967 - Nancy Greene - Ski alpin (1)
- 1968 - Nancy Greene - Ski alpin (2)
- 1969 - Beverly Boys - Plongeon (1)
- 1970 - Beverly Boys - Plongeon (2)
- 1971 - Debbie Brill - Pentathlon / Saut en hauteur
- 1972 - Jocelyne Bourassa - Golf
- 1973 - Karen Magnussen - Patinage artistique
- 1974 - Wendy Cook - Natation
- 1975 - Nancy Garapick - Natation
- 1976 - Kathy Kreiner - Ski alpin
- 1977 - Cindy Nicholas - Natation
- 1978 - Diane Jones-Konihowski - Pentathlon
- 1979 - Sandra Post - Golf (1)
- 1980 - Sandra Post - Golf (2)
- 1981 - Tracey Wainman - Patinage artistique

- 1982 - Gerry Sorensen - Ski alpin

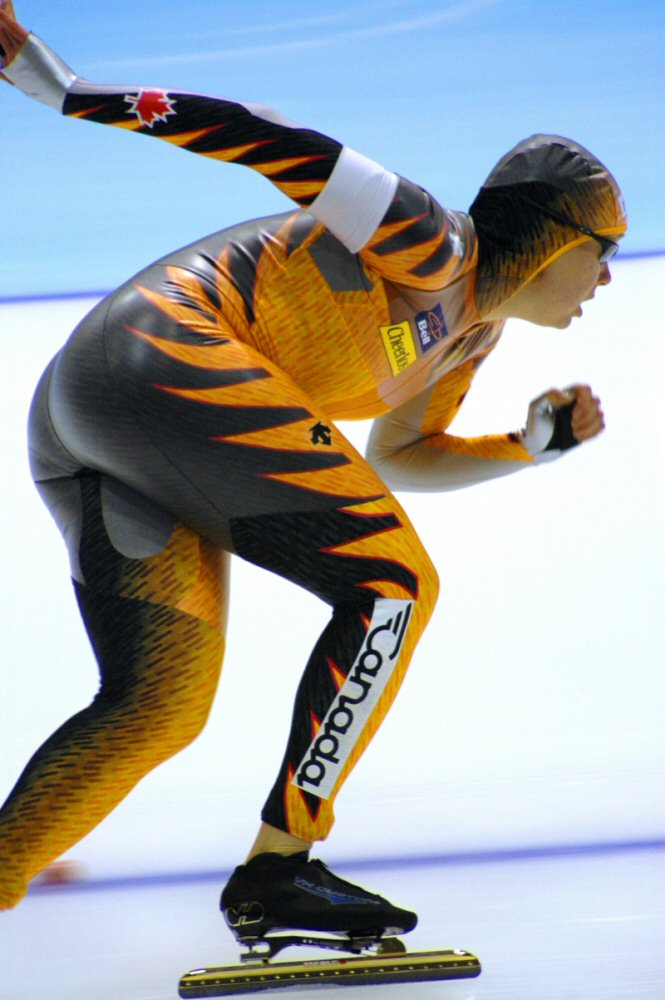
Cindy Klassen en 2007.

- 1983 - Carling Bassett - Tennis  (1)
- 1984 - Sylvie Bernier - Plongeon
- 1985 - Carling Bassett - Tennis (2)
- 1986 - Laurie Graham - Ski alpin
- 1987 - Carolyn Waldo - Nage synchronisée (1)
- 1988 - Carolyn Waldo - Nage synchronisée (1)
- 1989 - Helen Kelesi - Tennis (1)
- 1990 - Helen Kelesi - Tennis (2)
- 1991 - Silken Laumann - Aviron (1)
- 1992 - Silken Laumann - Aviron (2)
- 1993 - Kate Pace - Ski alpin
- 1994 - Myriam Bédard - Biathlon
- 1995 - Susan Auch - Patinage de vitesse (longue piste)

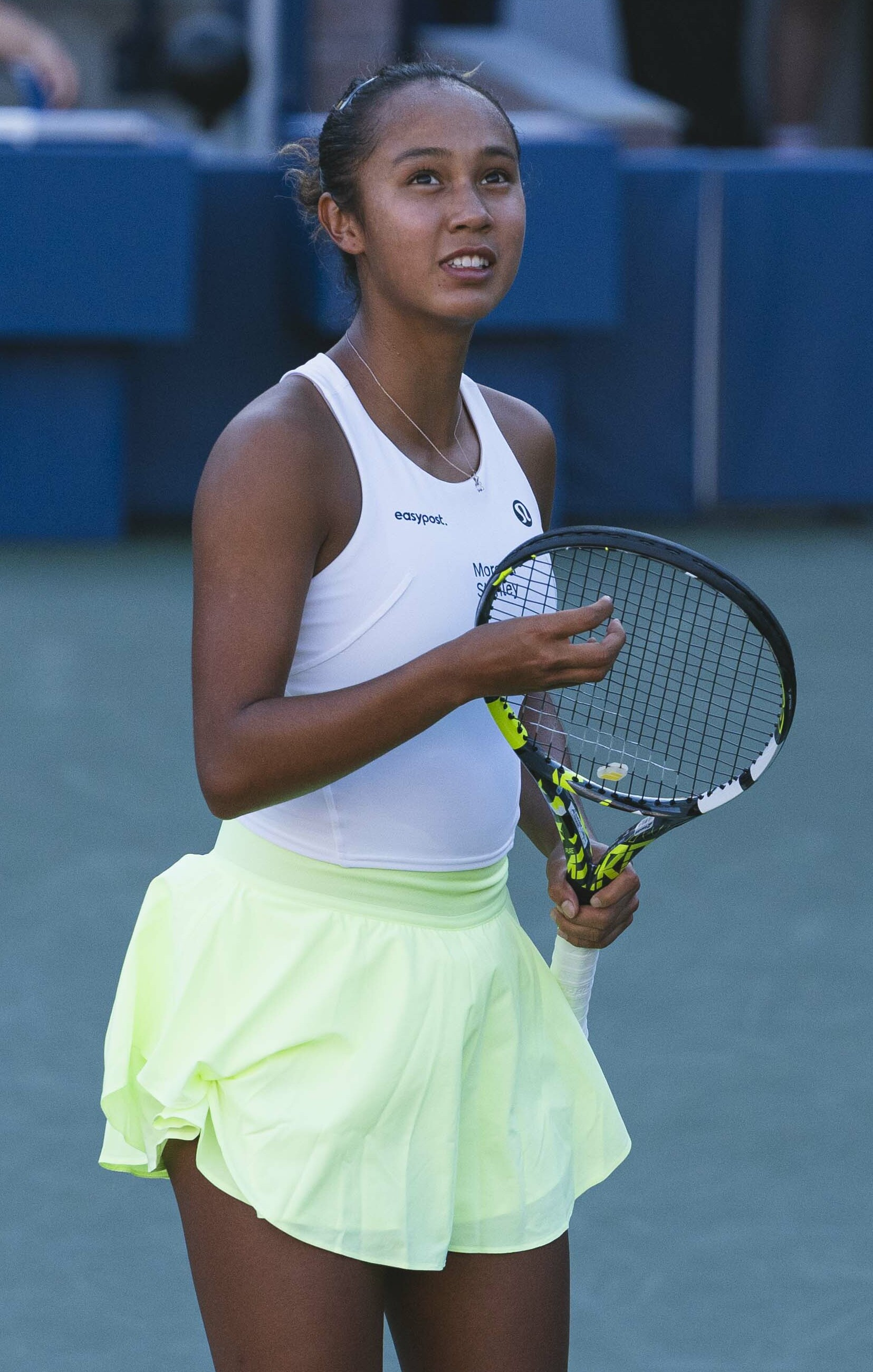
Leylah Fernandez au US Open de tennis de 2022.

- 1996 - Alison Sydor - Cyclisme (vélo de montagne)
- 1997 - Lorie Kane - Golf  (1)
- 1998 - Catriona Le May Doan - Patinage de vitesse (longue piste) (1)
- 1999 - Nancy Greene - Athlète du siècle (3)
- 2000 - Lorie Kane - Golf (2)
- 2001 - Catriona Le May Doan - Patinage de vitesse (longue piste) (2)
- 2002 - Catriona Le May Doan - Patinage de vitesse (longue piste) (3)
- 2003 - Perdita Felicien - Athlétisme
- 2004 - Lori-Ann Muenzer - Cyclisme (piste)
- 2005 - Cindy Klassen - Patinage de vitesse (longue piste) (1)
- 2006 - Cindy Klassen - Patinage de vitesse (longue piste) (2)
- 2007 - Hayley Wickenheiser - Hockey sur glace
- 2008 - Chantal Petitclerc - Course en fauteuil roulant

- 2009 - Aleksandra Wozniak - Tennis

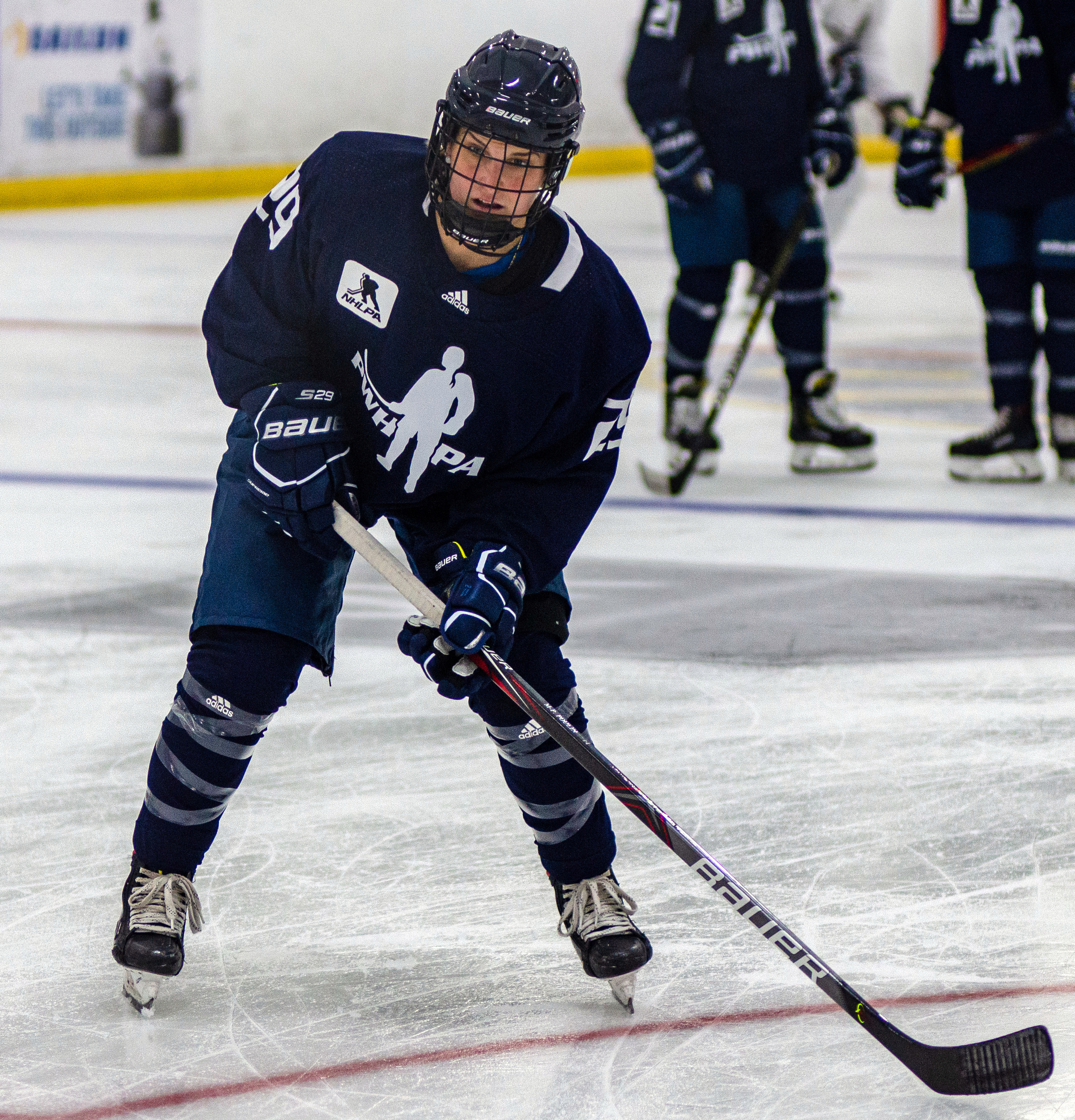
Marie-Philip Poulin.

- 2010 - Joannie Rochette - Patinage artistique
- 2011 - Jennifer Heil - Ski acrobatique
- 2012 - Christine Sinclair - Soccer (1)
- 2013 - Eugenie Bouchard - Tennis (1)
- 2014 - Eugenie Bouchard - Tennis (2)
- 2015 - Brooke Henderson - Golf (1)
- 2016 - Penny Oleksiak - Natation
- 2017 - Brooke Henderson - Golf (2)
- 2018 - Brooke Henderson - Golf (3)
- 2019 - Bianca Andreescu - Tennis
- 2020 - Christine Sinclair - Soccer (2)
- 2021 - Leylah Fernandez - Tennis[1]
- 2022 - Marie-Philip Poulin - Hockey sur glace[2]
- 2023 - Summer McIntosh - Natation (1)[3]
- 2024 - Summer McIntosh - Natation (2)[4]